# Poblat iber de la Senya
El Poblat ibèric de la Senya és un jaciment arqueològic situat al  terme municipal de El Villar, a la comarca dels Serrans. És bé d'interès cultural amb anotació ministerial RI-51-0012119 de data 11 de febrer de 2008.

## Emplaçament
Es troba en una plana al costat de la Rambla de la Senya o de la Aceña. Es tracta d'un emplaçament que ha estat dedicat a  usos agrícoles des de temps molt remots.  Va ser fundat a finals del segle vi aC i va ser destruït a mitjan segle ii aC.

## Descripció

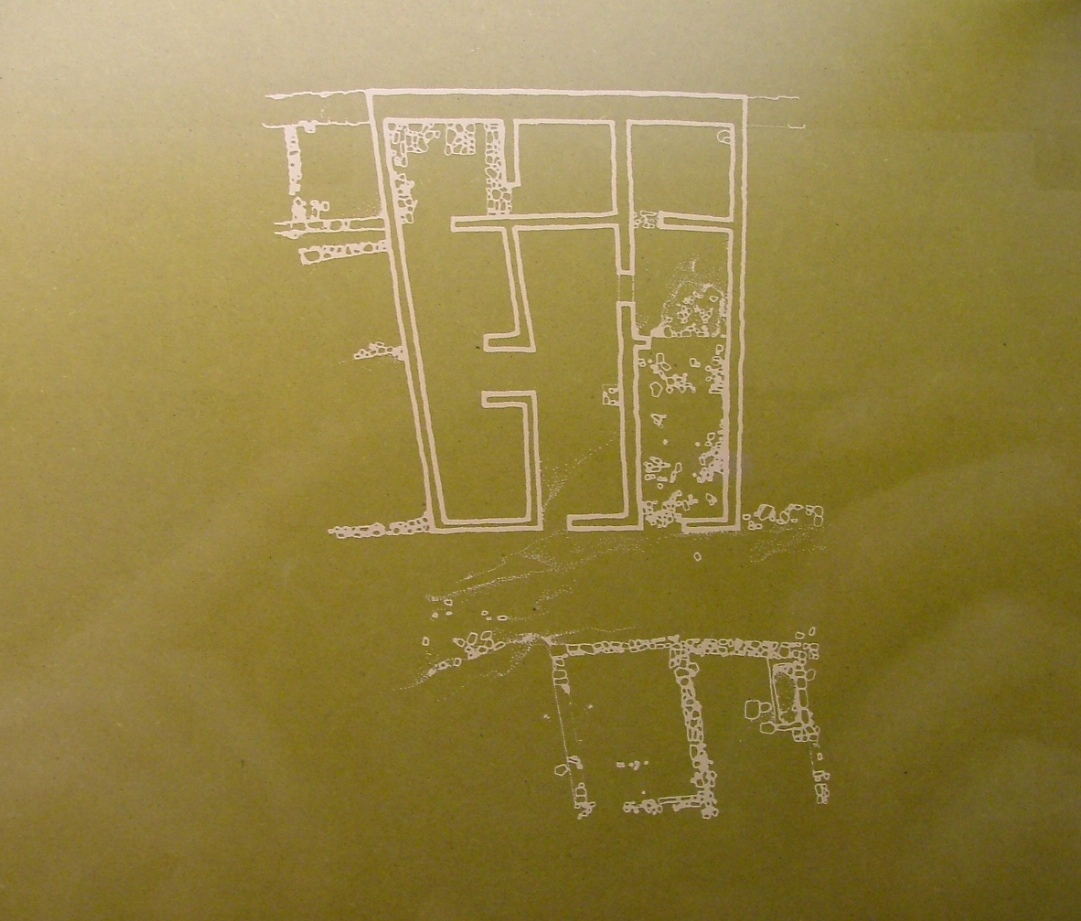
Plànol del poblat ibèric de La Senya

El recinte emmurallat ocupa uns 8.000 m². Conserva la seva muralla perimetral, en molt bon estat tot i estar en una zona d'ús tradicionalment agrícola. És una construcció de doble parament d'uns 80 cm d'amplada en la qual es recolzen les construccions interiors. S'assenta directament sobre el terreny natural i no es documenta trinxera de fundació ni preparació de seient. Està construïda amb maçoneria paral·lelepípeda travada amb terra i col·locats regularment, mantenint cada filera horitzontal.
Igual que en altres poblats ibèrics, la muralla es compondria d'un sòcol de pedres sobre el qual s'assentaria un alçat de tova. L'alçada conservada (aproximadament 1,10 m) correspon gairebé íntegrament a aquest sòcol. A la cara interna del seu tram nord-oest, la muralla està formada per un llenç de pedres d'un metre d'alçada, disposats en doble parament i la seva cara interior s'adossa un altre llenç, de 30 cm d'amplada, format per un basament de pedra i un alçat de toves. De l'etapa de l'Ibèric Ple (segles IV aC - II aC) hi ha evidències d'una possible gran porta d'accés, ja que en l'extrem oriental del llenç nord hi ha una zona on s'acumula gran quantitat d'ensorrament (pedres de mida mitjana i gran procedents de la muralla) i un angle amb grans pedres que podrien haver pertangut a un accés del poblat. El recinte no presenta torres adossades per la seva defensa, tot i que la destrucció d'un tram per a la construcció de la carretera CV -396 ha impedit la confirmació d'aquesta característica.

## Història de la investigació
Les primeres referències a les restes arqueològiques de La Senya apareixen en La antigua civilización ibérica en el reino de Valencia (1918), de Francesc Almarche i Vázquez, encara que en ella existeix certa confusió amb el jaciment de la Torre, d'època romana. Va ser Domingo Fletcher qui, en els anys 40, va delimitar i va confirmar la identificació del jaciment com a ibèric. No obstant això, les excavacions arqueològiques no s'iniciarien fins a 1985, a petició del Servei d'Investigació Prehistòrica de la Diputació de València, davant la destrucció que estava patint pels treballs agrícoles, que van arribar a afectar fins a 70 cm de profunditat. Entre 1985 i 1989 Helena Bonet va dirigir cinc campanyes d'excavació consecutives que van traure a la llum els nivells pertanyents a les dues fases d'ocupació de l'assentament, l'Ibèric Ple i l'Ibèric Antic.
Durant aquests anys, la transformació dels camps adjacents de secà a regadiu i l'ampliació d'un camí rural van afectar molt negativament les restes arqueològiques, especialment la muralla. Per això, en 1990 es va sol·licitar a la Direcció general de Patrimoni Cultural de la Generalitat Valenciana l'autorització per realitzar treballs de manteniment i consolidació, que es van dur a terme entre 1990 i 1992.
En 2006, amb motiu de les obres de remodelació de la carretera CV-35 en el tram de Casinos - La Llosa del Bisbe, es va acordar delimitar i senyalitzar el jaciment per tal d'evitar el seu deteriorament. No obstant això, els treballs amb maquinària pesada van acabar afectant la part nord de l'assentament, per la qual cosa en 2008 es va realitzar una nova intervenció arqueològica per a documentar les noves estructures i avaluar els danys. De manera paral·lela es va iniciar el procés administratiu per a declarar el jaciment Bé d'Interès Cultural, que va ser acceptat d'oficialment en 2008.
Actualment forma part de la Ruta dels Ibers de València del Museu de Prehistòria de València i de la Huella del Hombre d'El Villar, i compta amb un panell explicatiu per a la visita.

### Galeria

Troballes conservades al Museu de Prehistòria de València
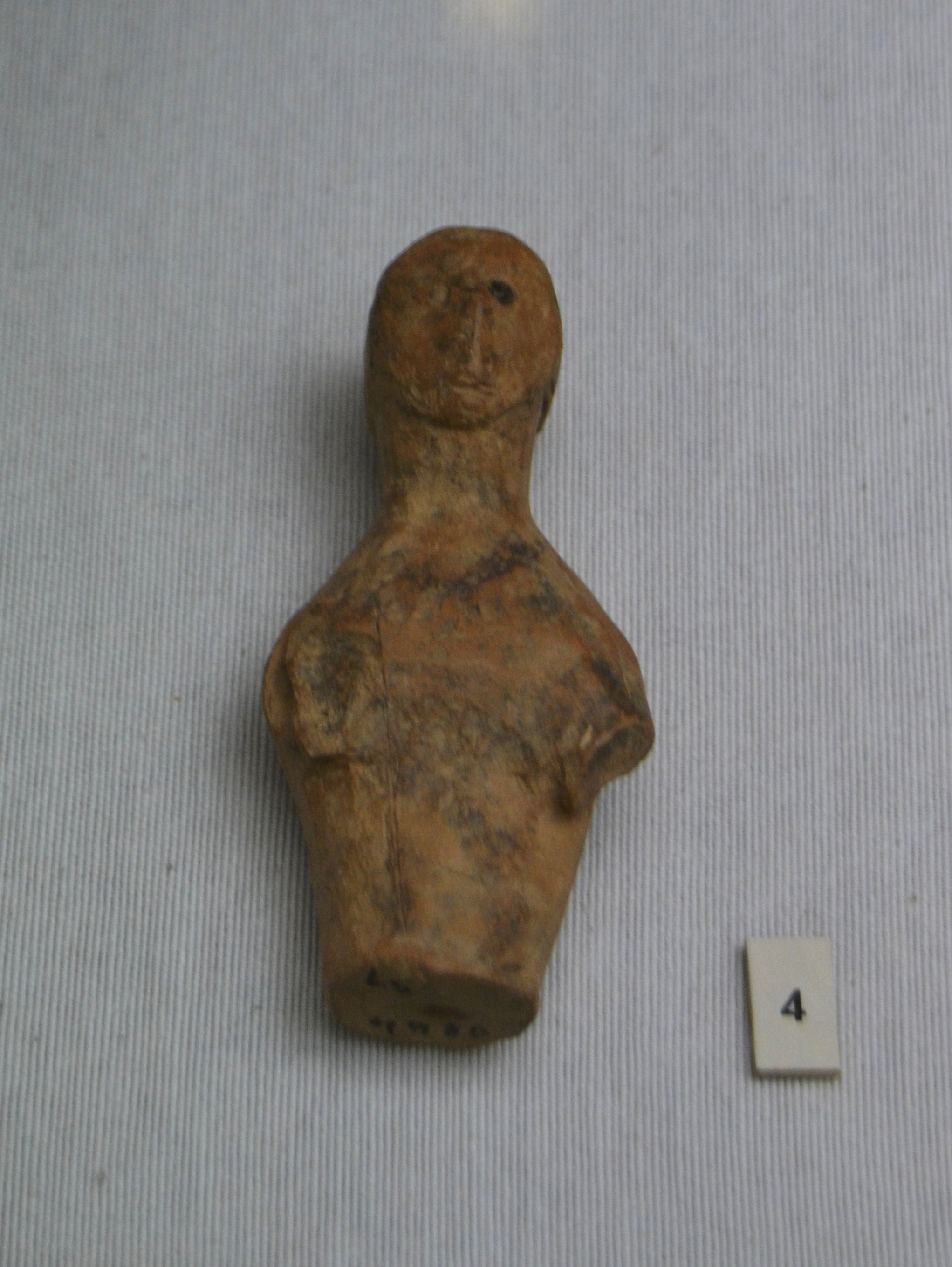
Figureta femenina de terra cuita de La Senya
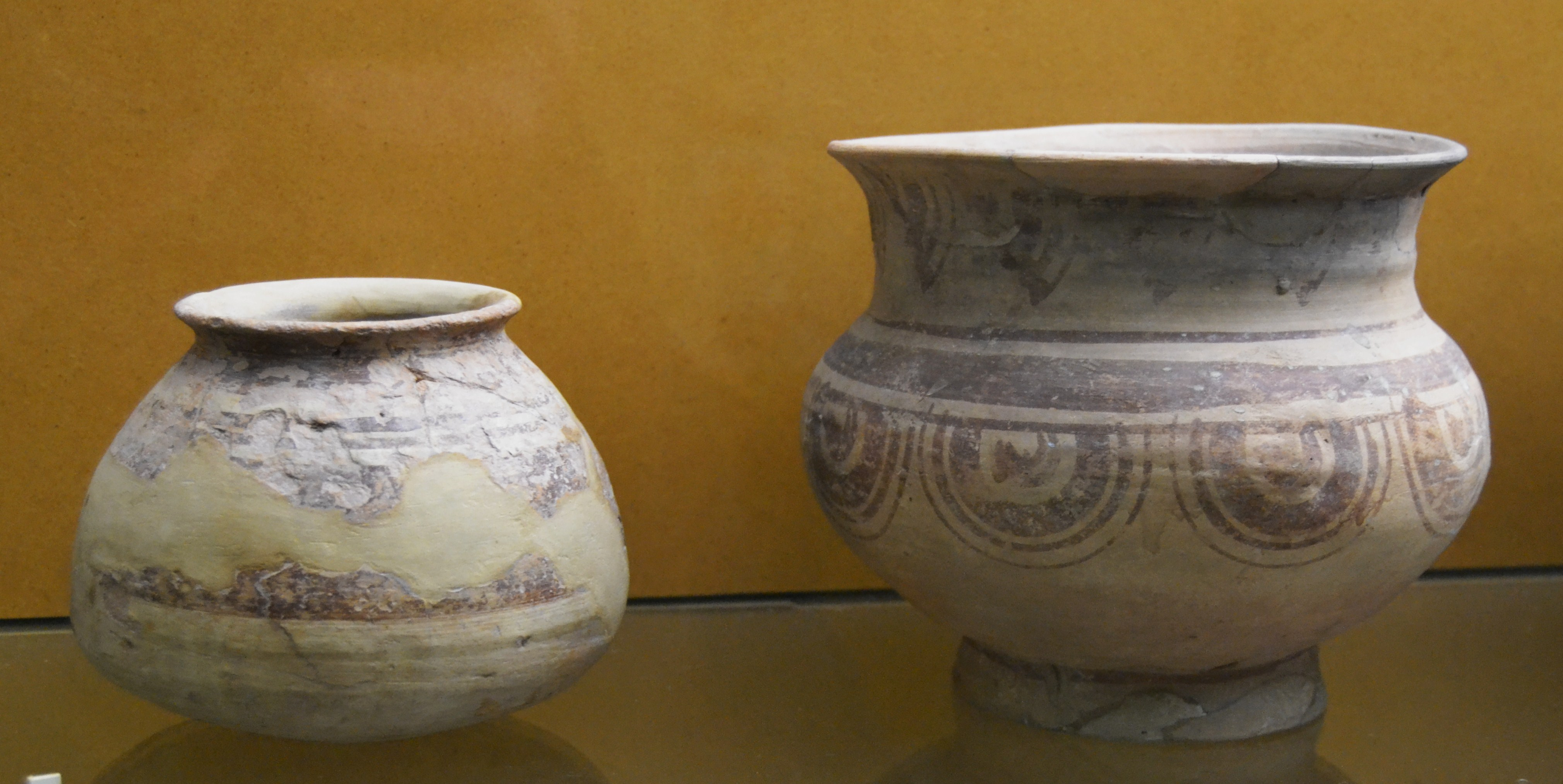
Ceràmica ibèrica, segles IV - II aC, La Senya
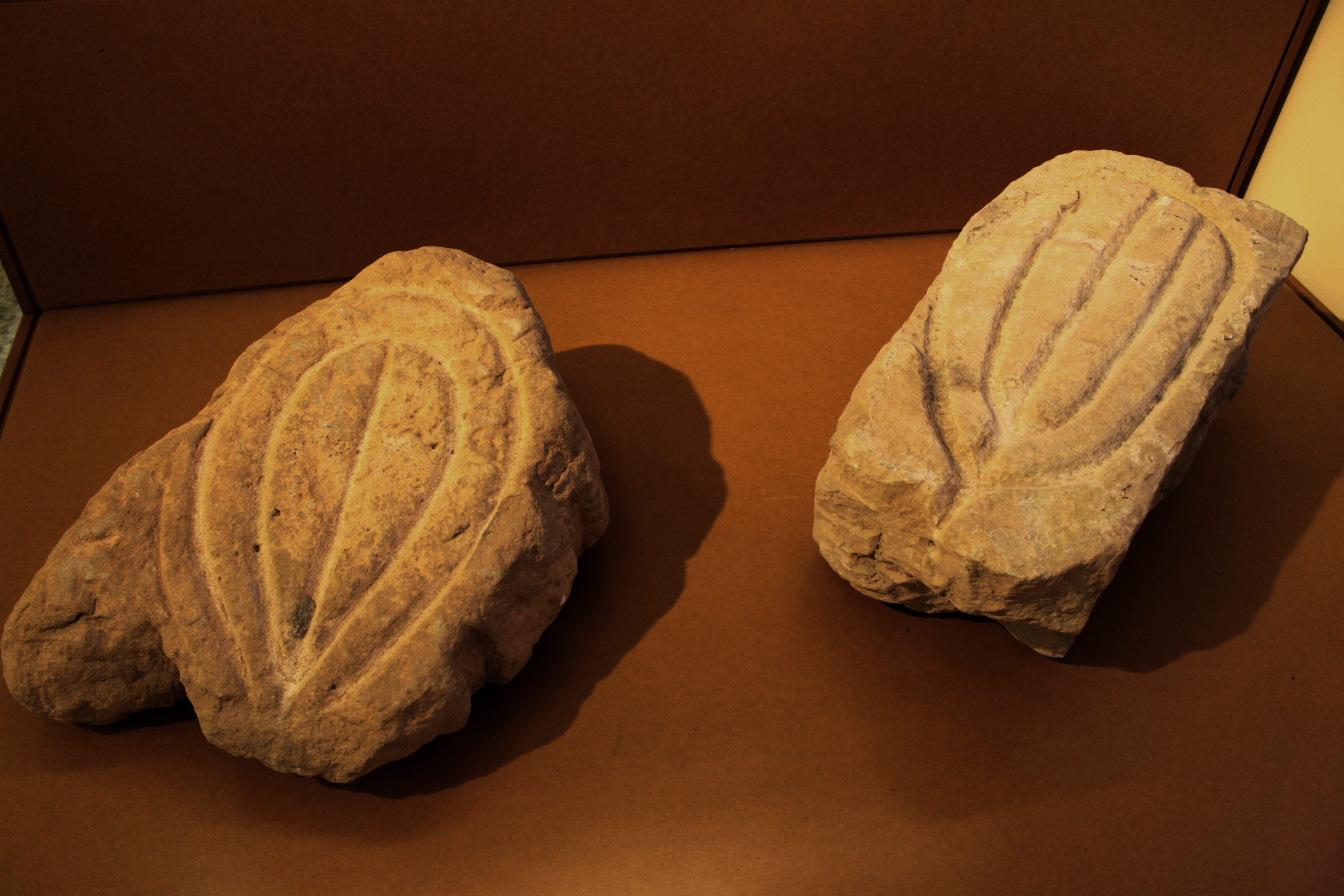
Premsa d'oli de La Senya